# Gran Premio de la Villa de Tunis
El Gran Premio de la Villa de Tunis (oficialmente: GP de la ville de Tunis) fue una carrera ciclista profesional de un día  que se disputaba en la ciudad de Túnez (capital del país de Túnez) y sus alrededores, a principios del mes de abril.
Se disputó en los años 2007 y 2008 formando parte del UCI Asia Tour, dentro de la categoría 1.2 (última categoría del profesionalismo). Su última edición fue en el 2008.
Su primera edición tuvo 138 km mientras la segunda se redujo hasta los 90 km.

## Palmarés
| Año  | Ganador        | Segundo            | Tercero            |
| ---- | -------------- | ------------------ | ------------------ |
| 2007 | Ahmed Mraihi   | Fethi Ahmed Atunsi | Ahmed Mohammed Ali |
| 2008 | Azzedine Lagab | Nabil Baz          | Khalil Tamarent    |

## Palmarés por países
| País    | Victorias |
| ------- | --------- |
| Túnez   | 1         |
| Argelia | 1         |